# Favorinus blianus
Favorinus blianus är en snäckart som beskrevs av Henning Mourier Lemche och Thompson 1974. Enligt Catalogue of Life ingår Favorinus blianus i släktet Favorinus och familjen Facelinidae, men enligt Dyntaxa är tillhörigheten istället släktet Favorinus och familjen Favorinidae. Arten är reproducerande i Sverige. Inga underarter finns listade i Catalogue of Life.